# ATC-kod R06: Antihistaminer för systemiskt bruk
ATC-kod R06: Antihistaminer för systemiskt bruk är en del av klassificeringssystemet ATC (Anatomical Therapeutic Chemical Classification System) för läkemedel och vissa andra medicinska produkter. ATC utvecklas av WHO och består av alfanumeriska koder indelade i grupper utifrån anatomi, medicinsk funktion och läkemedelstyp på 5 olika kodnivåer. Denna sida utgör innehållet i en specifik grupp på nivå 2.

## R06AAntihistaminerför systemiskt bruk

### R06AA Aminoalkyletrar
R06AA01 Bromdifenhydramin
R06AA02 Dimenhydrinat
R06AA04 Klemastin
R06AA06 Klorfenoxamin
R06AA07 Difenylpyralin
R06AA08 Karbinoxamin
R06AA09 Doxylamin
R06AA52 Difenhydramin, kombinationer
R06AA54 Klemastin, kombinationer
R06AA56 Klorfenoxamin, kombinationer
R06AA57 Difenylpyralin, kombinationer

### R06AB Alkylaminer, substituerade
R06AB01 Bromfeniramin
R06AB02 Dexklorfeniramin
R06AB03 Dimetinden
R06AB04 Klorfeniramin
R06AB05 Feniramin
R06AB06 Dexbromfeniramin
R06AB07 Talastin
R06AB51 Bromfeniramin, kombinationer
R06AB52 Dexklorfeniramin, kombinationer
R06AB54 Klorfeniramin, kombinationer
R06AB56 Dexbromfeniramin, kombinationer

### R06ACEtylenochpropylenderivat
R06AC01 Mepyramin
R06AC02 Histapyrrodin
R06AC03 Kloropyramin
R06AC04 Tripelenamin
R06AC05 Metapyrilen
R06AC06 Tonzylamin
R06AC52 Histapyrrodin, kombinationer
R06AC53 Kloropyramin, kombinationer

### R06ADFentiazinderivat
R06AD01 Alimemazin
R06AD02 Prometazin
R06AD03 Tietylperazin
R06AD04 Metdilazin
R06AD05 Hydroxietylprometazin
R06AD06 Tiazinam
R06AD07 Mekitazin
R06AD08 Oxomemazin
R06AD09 Isotipendyl
R06AD52 Prometazin, kombinationer
R06AD55 Hydroxietylprometazin, kombinationer

### R06AEPiperazinderivat
R06AE01 Buklizin
R06AE03 Cyklizin
R06AE04 Klorcyklizin
R06AE05 Meklozin
R06AE06 Oxatomid
R06AE07 Cetirizin
R06AE08 Levocetirizin
R06AE09 Levocetirizin
R06AE51 Buklizin, kombinationer
R06AE53 Cyklizin, kombinationer
R06AE55 Meklozin, kombinationer

### R06AK Kombinationer avantihistaminer
Inga undergrupper.

### R06AX Övrigaantihistaminerför systemiskt bruk
R06AX01 Bamipin
R06AX02 Cyproheptadin
R06AX03 Tenalidin
R06AX04 Fenindamin
R06AX05 Antazolin
R06AX07 Triprolidin
R06AX08 Pyrrobutamin
R06AX09 Azatadin
R06AX11 Astemizol
R06AX12 Terfenadin
R06AX13 Loratadin
R06AX15 Mebhydrolin
R06AX16 Deptropin
R06AX17 Ketotifen
R06AX18 Akrivastin
R06AX19 Azelastine
R06AX21 Tritoqualine
R06AX22 Ebastin
R06AX23 Pimetixen
R06AX24 Epinastin
R06AX25 Mizolastin
R06AX26 Fexofenadin
R06AX27 Desloratadin
R06AX28 Rupatadin
R06AX53 Tenalidin, kombinationer
R06AX58 Pyrrobutamin, kombinationer

### Engelska
- WHO Collaborating Centre for Drug Statistics Methodology - ATC Index
- WHO Collaborating Centre for Drug Statistics Methodology - ATCvet Index

### Svenska
- SIL online
- FASS.se - ATC
- FASS.se - Veterinär-ATC
- Sök läkemedelsfakta - Läkemedelsverket
- Socialstyrelsen : Klassifikationer
- Nationellt produktregister för läkemedel - NPL